# Tofu Records
Tofu Records és una discogràfica estatunidenca especialitzada en la música japonesa. Formant part de Sony Music Entertainment Japan, Tofu Records fou creada el 2003 amb l'objectiu de portar al mercat americà molts dels artistes amb èxit al Japó.
El seu primer contracte fou amb T.M.Revolution amb el que van aconseguir un gran èxit. Encara que el grup més reeixit de Tofu Records és L'Arc en Ciel aconseguint que el grup omplis l'estadi Mariner Arena a Baltimore.